# Кедровка (Берёзовский муниципальный округ)
Кедровка — посёлок в Берёзовском муниципальном округе Свердловской области России. Ранее входил в состав Октябрьского поссовета города Берёзовского. С 1997 по 2004 год Кедровка имела статус рабочего посёлка (посёлка городского типа).

## География
Посёлок Кедровка расположен в 12 километрах к северу от города Берёзовского и в 22 километрах к северо-востоку от города Екатеринбурга. Через посёлок проходит железная дорога, есть железнодорожная станция. Также Кедровка соединена подъездной автодорогой с Режевским трактом.
Рядом с посёлком размещается арсенал главного ракетно-артиллерийского управления (ГРАУ) (склад боеприпасов в/ч 92922).

## История
В 1928 году на место будущей Кедровки проведена железная дорога и основан посёлок при Кедровском участке Монетного торфопредприятия (построены первые бараки). С февраля 1942 года на постоянное место дислокации прибывает войсковая часть, ранее дислоцировавшаяся в городе Нежине Киевской области. Начинается новая веха в истории посёлка. 
Указом Президиума Верховного Совета РСФСР от 05.03.1943 образован Октябрьский поссовет, в административном отношении ему были подчинены населённые пункты Красногвардейский, Белые Бараки, Кедровка, Дальняя Кедровка, посёлки ж. д. разъездов Кедровка и Мочаловка.
К концу 1943 года появляются первые признаки будущего посёлка — строятся засыпные и индивидуальные домики. Коренное преобразование посёлка началось с прибытием в феврале 1960 года нового командира войсковой части полковника Ю. Л. Каграманова. Были ликвидированы мрачные аварийные бараки, сооружены газопровод, котельная, канализационные и водопроводные сети. 610 семей получили благоустроенные квартиры. Это взамен 48 коммуналок и 8 бараков, в которых жило 220 семей. В дальнейшем посёлок рос и развивался. Были построены многоквартирные жилые дома, детский садик, спортивные сооружения, клуб, отделение почтовой связи, отделение филиала сберегательного банка, аптека, библиотека.
В 1948 году в посёлке появилась семилетняя школа, которая приняла своих первых учеников. В 1955 году началось строительство средней школы. В 1961 году строительство здания школы завершено, а в 1965 году школа выпустила своих первых выпускников. 
В 1959 году было построено первое здание амбулатории посёлка Кедровка, в котором находился и родильный дом. Из небольшого здания с несколькими кабинетами амбулатория выросла до медицинского учреждения, работники которого готовы в любую минуту оказать необходимую и квалифицированную помощь.
31 декабря 2004 года рабочий посёлок Кедровка был отнесён к категории сельских населённых пунктов к виду посёлок.

## Население
| 2002 | 2010  |
| ---- | ----- |
| 2445 | ↗2486 |

## Инфраструктура
В Кедровке есть клуб, школа, участковая больница, пожарная часть, опорный пункт полиции, отделения «Почты России» и Сбербанка.

### Транспорт
До посёлка Кедровка можно добраться на пригородном поезде и автобусе.
Через Кедровку проходит железнодорожная ветка Шарташ (Екатеринбург) — Устье-Аха (Междуреченский). В посёлке расположена станция Кедровка Свердловской железной дороги. На станции останавливаются пригородные поезда, следующие до Екатеринбурга, Егоршина (Артёмовский), Алапаевска и Сосьвы.
Ходят маршрутные такси:
- № 120 Кедровка — Берёзовский (ул. Кирова) — Екатеринбург (ул. Восточная);
- № 107 Октябрьский — Берёзовский (Автостанция).